# Dorf im Bohnental
Dorf im Bohnental ist ein Ortsteil der Gemeinde Schmelz im saarländischen Landkreis Saarlouis. Es ist der nördlichste und mit einer Fläche von 218 Hektar der kleinste Ortsteil der Gemeinde. In ihm leben 316 Einwohner (Stand: 31. März 2010).

## Lage
Der Ort liegt im Bohnental an der Verbindungsstraße zwischen Limbach und Lindscheid.

## Geschichte
Erstmals urkundlich erwähnt wurde Dorf im Jahr 1282, als der Edelknecht Nikolaus von Waderellen sein Erbgut an den Edelknecht Ludevic von Tholeya verkaufte. Bis zur Französischen Revolution unterstand der Ort der Herrschaft Dagstuhl.
Zwischen 1953 und 1957 wurde mit Hilfe der Einwohner die Josefskirche errichtet. Sie ist Filiale der Pfarrei St. Willibrord in Limbach.
Am 1. Januar 1974 wurde die Gemeinde Dorf in die Gemeinde Schmelz eingegliedert.

## Politik

### Ortsrat
Sitzverteilung im Ortsrat:
- CDU 6 Sitze
- SPD 3 Sitze

(Stand: November 2024)

### Ortsvorsteher
Ortsvorsteher ist Thomas Groß (CDU).

### Wappen
Die Blasonierung des Wappens lautet: Durch eine eingebogene Spitze gespalten: oben rechts in Gold zwei schwarze Balken. Oben links in Schwarz, ein silberner Zimmermannswinkel, überdeckt mit schräggekreuzten, silbernem, goldgestieltem Zimmermannsbeil und einer silbernen Schrothsäge. Unten in Silber ein grüner Lindenzweig mit 7 Blättern (1:2:2:2).